# Landturm Neustett

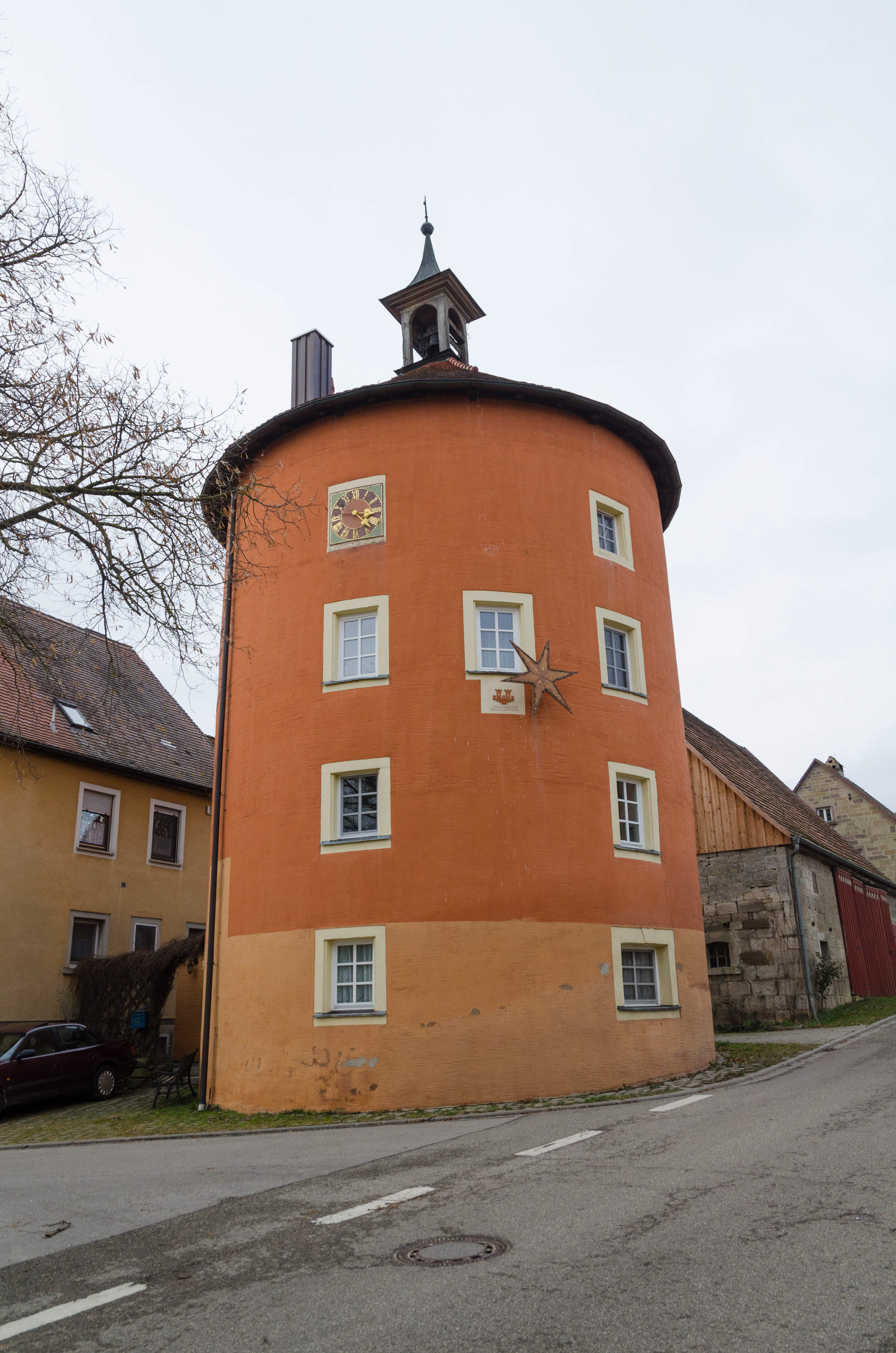
Ehemaliger Landturm in Neustett

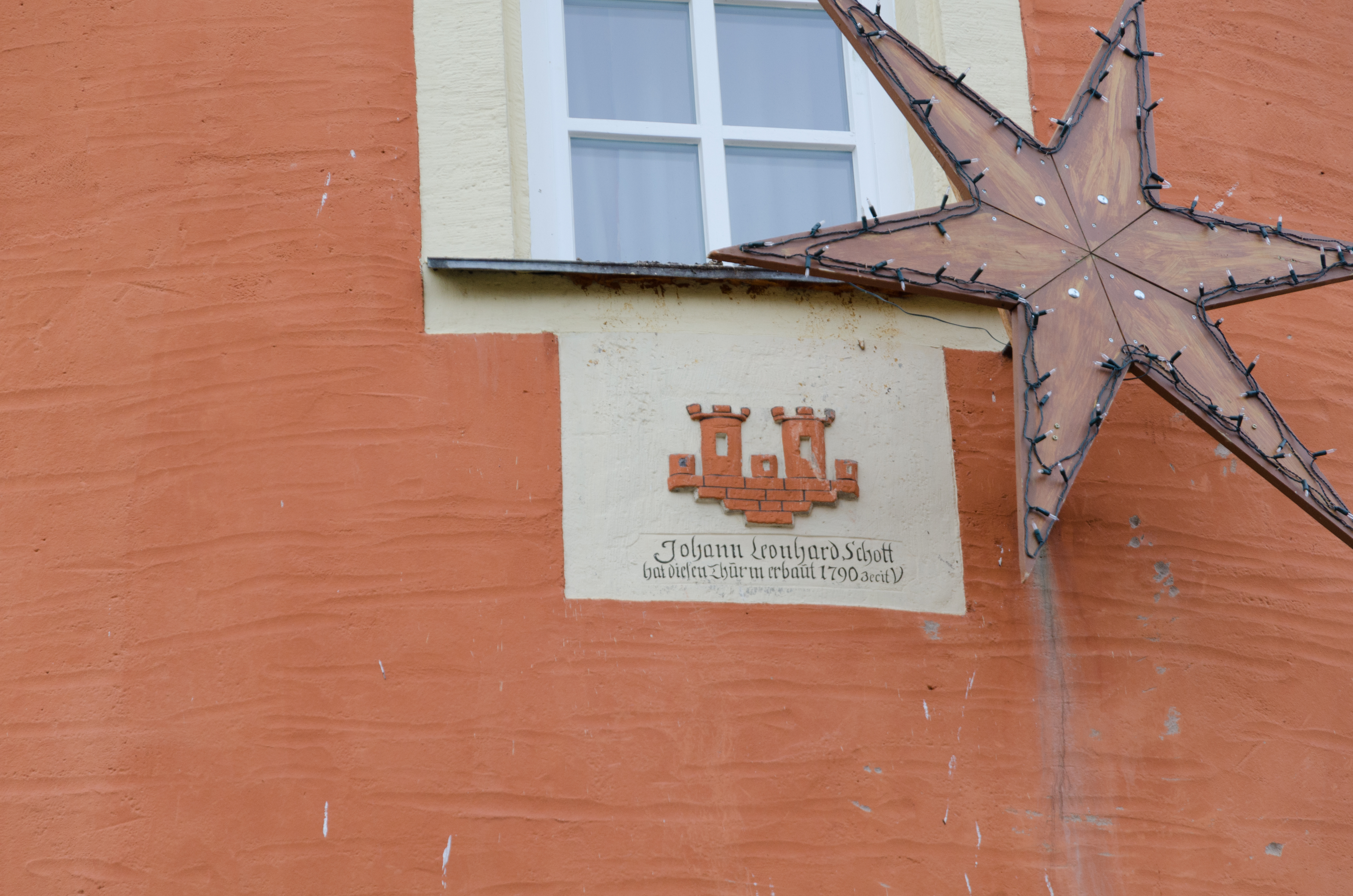
Inschrift

Der ehemalige Landturm in Neustett, einem Gemeindeteil der Gemeinde Adelshofen im Landkreis Ansbach in Mittelfranken (Bayern), wurde im 15. Jahrhundert errichtet. Das Bauwerk mit der Adresse Neustett 11 ist ein geschütztes Baudenkmal.

## Beschreibung
Das heutige Gebäude war ehemals ein Landturm an der Grenze der Rothenburger Landwehr. Der viergeschossige Rundturm mit Kegeldach und Dachreiter wurde im Kern wohl im 15. Jahrhundert errichtet.

## Geschichte
Der Ölmüller Johann Leonhard Schott aus Neustett bat 1790 den Rat der Stadt Rothenburg, ihm den schon längere Zeit nicht mehr benötigten Landturm in Großharbach für die Umrüstung als Windmühle zu verkaufen oder zu überlassen. Von einer Standortveränderung des Wachtturmes war zuerst noch nicht die Rede, sondern Schott dachte an eine Verlegung seines Mühlenbetriebes nach Großharbach. Noch im selben Jahr wurde der Turm ab- und dann in Neustett wieder aufgebaut, für den vorgesehenen Mühlenbetrieb wohl etwas breiter als ursprünglich in Großharbach. Daran erinnert die Inschrift an der Fassade. Die Kosten für die Verlegung nach Neustett und für die Einrichtung der Windmühle werden mit 1900 Gulden angegeben.
1791 wurde die Windmühle um ein Mahlwerk für Gips und Tuchwalken erweitert. Nach seinem Gesuch vom März 1793 schreibt Schott an den Rat der Stadt Rothenburg, dass „dieses Werk den Erwartungen nicht entsprochen“ hat. Vermutlich reichte der Wind als Antriebskraft nicht aus, denn Schott wollte seine „Öl-, Walk- und Gipsmühle“ an den südlichen Ortsrand von Neustett verlegen, „wo Wasser zur Treibung der Mühle vorhanden“ ist.
Im Mai 1793 musste die Müllerin, Eva Barbara Schott (geb. Hain aus Finsterlobr) beim Rat zu Rothenburg anzeigen, dass ihr Mann „mit einer ledigen Dirne ausgetreten“, das heißt flüchtig gegangen ist.
Nach Scheidung der Müllerseheleute im November 1793 heiratet die Ehefrau am 7. Dezember 1794 den Schreiner Johann Ernst Habel, der die Ölmühle weiterführte.
Wann der Mühlenbetrieb eingestellt wurde, ist unbekannt. Nach wechselnden Besitzern erhielt er statt des ausgedienten Windrades einen Dachreiter mit dem Gemeindeglöcklein aus der alten Schmiede und eine öffentliche Turmuhr.
Später diente er auch als Dorfgasthaus. Um 1967 war die örtliche Raiffeisenkasse darin untergebracht.